# فهرست بلند ترین مجسمه های جهان
در این مقاله فهرست ۱۲ مجسمه بزرگ دنیا ( از نظر ارتفاع ) در دو رتبه بندی ( ارتفاع بدنه ) و ( ارتفاع کامل ) همراه با توضیحات مختصر و مختصات جغرافیایی و عکس آنها گردآوری شده است.

## بر اساس ارتفاع بدنه
| نام                                | تصویر | از روی چهره چه کسی      | مکان      | کشور    | سال نصب (میلادی) | ارتفاع خالص بدنه      | ارتفاع کامل           | توضیحات                                                                               | مختصات جغرافیایی                                                      |
| ---------------------------------- | ----- | ----------------------- | --------- | ------- | ---------------- | --------------------- | --------------------- | ------------------------------------------------------------------------------------- | --------------------------------------------------------------------- |
| تندیس اتحاد                        |       | والابای پاتل            | گجرات     | هند     | ۲۰۱۸             | ۱۸۲ متر (۵۹۷ فوت)     | ۲۴۰ متر (۷۹۰ فوت)     | بزرگترین مجسمه حال حاضر جهان با ۵۸ متر پایه و ۱۸۲ متر بدنه مجموعا ۲۴۰ متر ارتفاع کامل | ۲۱°۵۰′۱۶٫۸″ شمالی ۷۳°۴۳′۰۸٫۷″ شرقی / ۲۱٫۸۳۸۰۰۰°شمالی ۷۳٫۷۱۹۰۸۳°شرقی   |
| تندیس چشمه معبد بودا               |       | بودا                    | لوشان     | چین     | ۲۰۰۸             | ۱۲۸ متر (۴۲۰ فوت)     | ۲۰۸ متر (۶۸۲ فوت)     | بین سال های ۲۰۰۸ تا ۲۰۱۸ بزرگترین مجسمه جهان بود.                                     | ۳۳°۴۶′۳۰″شمالی ۱۱۲°۲۷′۰۳″شرقی / ۳۳٫۷۷۵۰۸۲°شمالی ۱۱۲٫۴۵۰۹۲۵°شرقی       |
| لایکیون سکیا                       |       | بودا                    | مونیوا    | میانمار | ۲۰۰۸             | ۱۱۵٫۸ متر (۳۸۰ فوت)   | ۱۲۹٫۲ متر (۴۲۴ فوت)   | در تپه پو کاونگ نزدیک شهر مونیوا در میانمار واقع شده است.                             | ۲۲°۰۴′۴۹″شمالی ۹۵°۱۷′۲۱″شرقی / ۲۲٫۰۸۰۳°شمالی ۹۵٫۲۸۹۳°شرقی             |
| تولد دنیای جدید                    |       | کریستف کلمب             | پورتوریکو | آمریکا  | ۲۰۱۶             | ۱۱۰ متر (۳۶۰ فوت)     | ۱۱۰ متر (۳۶۰ فوت)     | بزرگترین تندیس آمریکای شمالی                                                          | ۱۸°۲۹′۱۰″شمالی ۶۶°۳۷′۲۹″غربی / ۱۸٫۴۸۶۱°شمالی ۶۶٫۶۲۴۷°غربی             |
| ویشواس سواروپامبا                  |       | شیوا                    | راجستان   | هند     | ۲۰۲۰             | ۱۰۶ متر (۳۴۸ فوت)     | ۱۱۲ متر (۳۶۷ فوت)     | با نام «مجسمه باور» نیز شناخته شده و تصویر خدای شیوا را نشان می‌دهد.                   | ۲۴°۵۵′۰۸″شمالی ۷۳°۴۹′۰۴″شرقی / ۲۴٫۹۱۹۰°شمالی ۷۳٫۸۱۷۸°شرقی             |
| اوشیکو دایبوتسو                    |       | بودا                    | اوشیکو    | ژاپن    | ۱۹۹۳             | ۱۰۰ متر (۳۳۰ فوت)     | ۱۲۰ متر (۳۹۰ فوت)     | بزرگترین مجسمه کشور ژاپن است.                                                         | ۳۵°۵۸′۵۸″شمالی ۱۴۰°۱۳′۱۳″شرقی / ۳۵٫۹۸۲۷°شمالی ۱۴۰٫۲۲۰۳°شرقی           |
| گویشان گوان یین                    |       | گوان یین                | هونان     | چین     | ۲۰۰۹             | ۹۹ متر (۳۲۵ فوت)      | ۹۹ متر (۳۲۵ فوت)      | تصویر اولوکیتشوره الهه رحمت را نشان میدهد.                                            | ۲۸°۱۱′۵٫۸″ شمالی ۱۱۱°۵۷′۴۸٫۱″ شرقی / ۲۸٫۱۸۴۹۴۴°شمالی ۱۱۱٫۹۶۳۳۶۱°شرقی  |
| مادر تمام آسیا                     |       | مریم مقدس               | باتانگاس  | فیلیپین | ۲۰۲۱             | ۹۸٫۱۵ متر (۳۲۲٫۰ فوت) | ۹۸٫۱۵ متر (۳۲۲٫۰ فوت) | بزرگترین مجسمه مریم مقدس است.                                                         | ۱۳°۳۸′۳۲″شمالی ۱۲۱°۰۲′۳۶″شرقی / ۱۳٫۶۴۲۳°شمالی ۱۲۱٫۰۴۳۳°شرقی           |
| بودای بزرگ تایلند                  |       | بودا                    | آنگ تونگ  | تایلند  | ۲۰۰۸             | ۹۳ متر (۳۰۵ فوت)      | ۹۳ متر (۳۰۵ فوت)      | ساخت آن در سال ۱۹۹۰ آغاز شد و در سال ۲۰۰۸ به پایان رسید.                              | ۱۴°۳۵′۳۵٫۶″ شمالی ۱۰۰°۲۲′۴۰٫۰″ شرقی / ۱۴٫۵۹۳۲۲۲°شمالی ۱۰۰٫۳۷۷۷۷۸°شرقی |
| سندای دایکانون                     |       | اولوکیتشوره             | اوزاکا    | ژاپن    | ۱۹۹۱             | ۹۲ متر (۳۰۲ فوت)      | ۱۰۰ متر (۳۳۰ فوت)     | بزرگترین کانن ژاپن است.                                                               | ۳۸°۱۸′۰۲″شمالی ۱۴۰°۴۹′۲۵″شرقی / ۳۸٫۳۰۰۵°شمالی ۱۴۰٫۸۲۳۶°شرقی           |
| دایکانون دوم (واقع در پارک کیتانو) |       | اولوکیتشوره             | هوکایدو   | ژاپن    | ۱۹۸۹             | ۸۸ متر (۲۸۹ فوت)      | ۸۸ متر (۲۸۹ فوت)      | دومین کانن بزرگ ژاپن است.                                                             | ۴۳°۳۱′۴۱٫۴″ شمالی ۱۴۲°۱۱′۵۳٫۱″ شرقی / ۴۳٫۵۲۸۱۶۷°شمالی ۱۴۲٫۱۹۸۰۸۳°شرقی |
| مام میهن فرامی‌خواند                |       | یادبود نبرد استالینگراد | ولگوگراد  | روسیه   | ۱۹۶۷             | ۸۵ متر (۲۷۹ فوت)      | ۸۵ متر (۲۷۹ فوت)      | بزرگترین مجسمه اروپا است.                                                             | ۴۸°۴۴′۳۲٫۵″ شمالی ۴۴°۳۲′۱۳٫۵″ شرقی / ۴۸٫۷۴۲۳۶۱°شمالی ۴۴٫۵۳۷۰۸۳°شرقی   |

## بر اساس ارتفاع کامل
| نام                  | تصویر | از روی چهره چه کسی                 | مکان         | کشور    | سال نصب (میلادی) | ارتفاع خالص بدنه      | ارتفاع کامل           | توضیحات                                                                               | مختصات جغرافیایی                                                      |
| -------------------- | ----- | ---------------------------------- | ------------ | ------- | ---------------- | --------------------- | --------------------- | ------------------------------------------------------------------------------------- | --------------------------------------------------------------------- |
| تندیس اتحاد          |       | والابای پاتل                       | گجرات        | هند     | ۲۰۱۸             | ۱۸۲ متر (۵۹۷ فوت)     | ۲۴۰ متر (۷۹۰ فوت)     | بزرگترین مجسمه حال حاضر جهان با ۵۸ متر پایه و ۱۸۲ متر بدنه مجموعا ۲۴۰ متر ارتفاع کامل | ۲۱°۵۰′۱۶٫۸″ شمالی ۷۳°۴۳′۰۸٫۷″ شرقی / ۲۱٫۸۳۸۰۰۰°شمالی ۷۳٫۷۱۹۰۸۳°شرقی   |
| تندیس چشمه معبد بودا |       | بودا                               | لوشان        | چین     | ۲۰۰۸             | ۱۲۸ متر (۴۲۰ فوت)     | ۲۰۸ متر (۶۸۲ فوت)     | بین سال های ۲۰۰۸ تا ۲۰۱۸ بزرگترین مجسمه جهان بود.                                     | ۳۳°۴۶′۳۰″شمالی ۱۱۲°۲۷′۰۳″شرقی / ۳۳٫۷۷۵۰۸۲°شمالی ۱۱۲٫۴۵۰۹۲۵°شرقی       |
| لایکیون سکیا         |       | بودا                               | مونیوا       | میانمار | ۲۰۰۸             | ۱۱۵٫۸ متر (۳۸۰ فوت)   | ۱۲۹٫۲ متر (۴۲۴ فوت)   | در تپه پو کاونگ نزدیک شهر مونیوا در میانمار واقع شده است.                             | ۲۲°۰۴′۴۹″شمالی ۹۵°۱۷′۲۱″شرقی / ۲۲٫۰۸۰۳°شمالی ۹۵٫۲۸۹۳°شرقی             |
| اوشیکو دایبوتسو      |       | بودا                               | اوشیکو       | ژاپن    | ۱۹۹۳             | ۱۰۰ متر (۳۳۰ فوت)     | ۱۲۰ متر (۳۹۰ فوت)     | بزرگترین مجسمه کشور ژاپن است.                                                         | ۳۵°۵۸′۵۸″شمالی ۱۴۰°۱۳′۱۳″شرقی / ۳۵٫۹۸۲۷°شمالی ۱۴۰٫۲۲۰۳°شرقی           |
| ویشواس سواروپامبا    |       | شیوا                               | راجستان      | هند     | ۲۰۲۰             | ۱۰۶ متر (۳۴۸ فوت)     | ۱۱۲ متر (۳۶۷ فوت)     | با نام «مجسمه باور» نیز شناخته شده و تصویر خدای شیوا را نشان می‌دهد.                   | ۲۴°۵۵′۰۸″شمالی ۷۳°۴۹′۰۴″شرقی / ۲۴٫۹۱۹۰°شمالی ۷۳٫۸۱۷۸°شرقی             |
| تولد دنیای جدید      |       | کریستف کلمب                        | پورتوریکو    | آمریکا  | ۲۰۱۶             | ۱۱۰ متر (۳۶۰ فوت)     | ۱۱۰ متر (۳۶۰ فوت)     | بزرگترین تندیس آمریکای شمالی                                                          | ۱۸°۲۹′۱۰″شمالی ۶۶°۳۷′۲۹″غربی / ۱۸٫۴۸۶۱°شمالی ۶۶٫۶۲۴۷°غربی             |
| کریستو ری            |       | عیسی مسیح                          | لیسبون       | پرتغال  | ۱۹۵۹             | ۲۸ متر (۹۲ فوت)       | ۱۱۰ متر (۳۶۰ فوت)     | بزرگترین مجسمه پرتغال است.                                                            | ۳۸°۴۰′۴۳″ شمالی ۹°۱۰′۱۷″ غربی / ۳۸٫۶۷۸۶۱°شمالی ۹٫۱۷۱۳۹°غربی           |
| سندای دایکانون       |       | اولوکیتشوره                        | اوزاکا       | ژاپن    | ۱۹۹۱             | ۹۲ متر (۳۰۲ فوت)      | ۱۰۰ متر (۳۳۰ فوت)     | بزرگترین کانن ژاپن است.                                                               | ۳۸°۱۸′۰۲″شمالی ۱۴۰°۴۹′۲۵″شرقی / ۳۸٫۳۰۰۵°شمالی ۱۴۰٫۸۲۳۶°شرقی           |
| گویشان گوان یین      |       | گوان یین                           | هونان        | چین     | ۲۰۰۹             | ۹۹ متر (۳۲۵ فوت)      | ۹۹ متر (۳۲۵ فوت)      | تصویر اولوکیتشوره الهه رحمت را نشان میدهد.                                            | ۲۸°۱۱′۵٫۸″ شمالی ۱۱۱°۵۷′۴۸٫۱″ شرقی / ۲۸٫۱۸۴۹۴۴°شمالی ۱۱۱٫۹۶۳۳۶۱°شرقی  |
| مادر تمام آسیا       |       | مریم مقدس                          | باتانگاس     | فیلیپین | ۲۰۲۱             | ۹۸٫۱۵ متر (۳۲۲٫۰ فوت) | ۹۸٫۱۵ متر (۳۲۲٫۰ فوت) | بزرگترین مجسمه مریم مقدس است.                                                         | ۱۳°۳۸′۳۲″شمالی ۱۲۱°۰۲′۳۶″شرقی / ۱۳٫۶۴۲۳°شمالی ۱۲۱٫۰۴۳۳°شرقی           |
| بودای بزرگ تایلند    |       | بودا                               | آنگ تونگ     | تایلند  | ۲۰۰۸             | ۹۳ متر (۳۰۵ فوت)      | ۹۳ متر (۳۰۵ فوت)      | ساخت آن در سال ۱۹۹۰ آغاز شد و در سال ۲۰۰۸ به پایان رسید.                              | ۱۴°۳۵′۳۵٫۶″ شمالی ۱۰۰°۲۲′۴۰٫۰″ شرقی / ۱۴٫۵۹۳۲۲۲°شمالی ۱۰۰٫۳۷۷۷۷۸°شرقی |
| تندیس آزادی          |       | یادبود صدمین سالگرد استقلال آمریکا | لیبرتی آیلند | آمریکا  | ۱۸۸۶             | ۴۶ متر (۱۵۱ فوت)      | ۹۳ متر (۳۰۵ فوت)      | توسط فرانسه به آمریکا هدیه داده شد.                                                   | ۴۰°۴۱′۲۱″شمالی ۷۴°۰۲′۴۰″غربی / ۴۰٫۶۸۹۲°شمالی ۷۴٫۰۴۴۵°غربی             |